# Everson (Washington)
Everson és una població dels Estats Units a l'estat de Washington. Segons el cens del 2000 tenia 2.035 habitants.

## Demografia
Segons el cens del 2000, Everson tenia 2.035 habitants, 684 habitatges, i 525 famílies. La densitat de població era de 644 habitants per km².
Dels 684 habitatges en un 46,5% hi vivien nens de menys de 18 anys, en un 59,9% hi vivien parelles casades, en un 12% dones solteres, i en un 23,2% no eren unitats familiars. En el 18,6% dels habitatges hi vivien persones soles el 7% de les quals corresponia a persones de 65 anys o més que vivien soles. El nombre mitjà de persones vivint en cada habitatge era de 2,97 i el nombre mitjà de persones que vivien en cada família era de 3,4.
Per edats la població es repartia de la següent manera: un 34,6% tenia menys de 18 anys, un 8,8% entre 18 i 24, un 31,2% entre 25 i 44, un 16,6% de 45 a 60 i un 8,7% 65 anys o més.
L'edat mediana era de 30 anys. Per cada 100 dones de 18 o més anys hi havia 90 homes.
La renda mediana per habitatge era de 35.313 $ i la renda mediana per família de 40.568 $. Els homes tenien una renda mediana de 33.942 $ mentre que les dones 20.547 $. La renda per capita de la població era de 13.700 $. Aproximadament el 14,3% de les famílies i el 18% de la població estaven per davall del llindar de pobresa.

## Poblacions més properes
El següent diagrama mostra les poblacions més properes.